# Kesang Czoden
Aszi Kesang Czoden (ur. 21 maja 1930 w Kalimpongu) – królowa Bhutanu, matka Jigme Singye Wangchucka.
Kształciła się w St Joseph’s Convent w Kalimpongu. 5 października 1951 poślubiła Jigme Dorji Wangchucka. Zainicjowała budowę drugiej świątyni Kjiczu w dolinie Paro (1968). Nakazała również wzniesienie 108 czortenów okalających najmłodszą ze świątyń kompleksu w Kurdże.